# Helmut Schüller
Helmut Schüller, né le 24 décembre 1952 à Vienne, est un prêtre catholique autrichien, ancien vicaire général du diocèse de Vienne. Il est notamment à l'origine d'une pétition de prêtres demandant des réformes de l'église en 2011.

## Biographie
Helmut Schüller fréquente de 1963 à 1971 le petit séminaire Hollabrunn, où l'un de ses professeurs est Hans Hermann Groër. Il étudie la théologie catholique aux université de Vienne et de Fribourg-en-Brisgau. Après son ordination il est à partir de 1977 affecté à la paroisse de Sainte Brigitte (Vienne) et devient professeur de religion. En 1981, il devient aumônier diocésain des jeunes à Vienne. De 1986 à 1995 il est responsable à Caritas Autriche devenant directeur pour la région de Vienne (le 1er décembre 1988 par Leopold Ungar) et le 16 mai 1991 l'un des présidents de Caritas Autriche. Il est distingué comme manager de l'année 1993 par l'université d'affaire de Vienne pour sa gestion de Caritas (il avait en effet été visé en décembre 1993 par une des lettres piégées de l'activiste Franz Fuchs).  
Après l'accession de Christoph Schönborn comme archevêque du diocèse de Vienne, Helmut Schüller devient en septembre 1995 vicaire général jusqu'à sa mise à l'écart surprise de février 1999 par le cardinal Schönborn qui la justifie par de graves divergences de vues.
Entre 1996 et 2005 il accueille les victimes des abus sexuels pour le diocèse de Vienne. Il propose à cette occasion les règles de conduite des intervenants qui ne furent cependant pas suivies dans tous les diocèses d'Autriche. Il favorise le passage de ce poste à un laïc, pour une plus grande indépendance. 
Le 25 avril 2006 avec le père Udo Fischer il crée l'« Initiative curés en charge de paroisse»", qui prend position pour une mutation de la vision de la prêtrise. Il s'y prononce pour l'ordination d'hommes mariés. Mais il n'est pas reçu à Rome. En 2008, il prend part à la conférence de la “Fédération internationale pour un ministère chrétien renouvelé” Le 19 juin 2011, prêtre à Saint Stéphane à Probstdorf, il est à l'origine de l'appel à la désobéissance (« Aufruf zum Ungehorsam ») qui, entre autres, demande l'ordination des femmes, le mariage des prêtres et la possibilité pour les laïcs de conduire des paroisses. Cet appel recueille la signature de 329 prêtres autrichiens. L'autorité ecclésiale, le cardinal Christoph Schönborn, rappelle les prêtres signataires à l'obéissance.
En novembre 2012, le titre de « Chanoine de Sa Sainteté », qui confère le titre de monseigneur, lui est retiré. Les raisons de ce retrait n'ont pas été motivées.

## Œuvres
- A la rencontre de Dieu. La chance des dernières années. Niederösterr. Pressehaus, Vienne 1994,  (ISBN 3-85326-002-0)
- Notices d'un Prêtre. Édition Steinbauer, Vienne 2007,  (ISBN 978-3-902494-24-5)